# Comarth
Comarth es una empresa asentada en España, en San José de la Vega, Murcia, especializada en la construcción de automóviles eléctricos. Fue fundada por José Antonio Martínez Marín en 1999.

## Historia
Comenzó por la fabricación de dos modelos deportivos de carretera, ambos propulsados por motorizaciones de origen Ford, inicialmente con:
- Comarth S1, 26 unidades.
- Comarth Xtamy, 5 unidades.

Posteriormente, debido a la mayor rentabilidad de los vehículos eléctricos, se centró únicamente en la fabricación de pequeños vehículos impulsados por energía eléctrica, como pequeños vehículos urbanos, de mantenimiento y carros de golf, que luego se amplió el 2014 a autobuses (T-Bus) y camiones (T-Truck) con baterías con ciclos de carga diferentes.
En este momento, la propiedad de esta empresa se encuentra dividida entre su fundador, quien mantiene un 13% del accionariado, un inversor francés, Demeter Partners, que acumula el 49% de las acciones de la empresa, y la Corporación Mondragón desde noviembre de 2013 con el 38% restante. La empresa tiene actualmente intereses comerciales en España, Francia y Noruega y una red mundial de distribuidores en todos los continentes.

## Producción
Su gama está compuesta por:
- Comarth Cross Rider
- Comarth CR Sport
- Comarth Toy Rider
- Comarth T-Truck, camión eléctrico con capacidad de carga útil de 635 kg.
- Comarth T-Bus, para 8 pasajeros, además del conductor. Se recarga totalmente en 4 horas y tiene una autonomía de 200 km con las baterías de litio.[6]

## Competición
En su edición de 2003, Comarth presentó un S1 especialmente modificado a la prueba del Rally Dakar. Fue pilotado por Antonio Ramos Martínez.